# Aimo Jokinen
Aimo Jokinen (nascido em 2 de abril de 1931) é um ex-ciclista olímpico finlandês. Representou sua nação nos Jogos Olímpicos de Verão de 1952, na prova de perseguição por equipes (4 000 m).